# Mel Gosselin
Œuvres principales
Mel Gosselin est une écrivaine québécoise, née à Rimouski, au Québec. Elle est passionnée de dessins animés japonais depuis sa tendre enfance. Elle aime aussi le cosplay, le cinéma, la bande dessinée et les jeux vidéo. Au cours de ses années d'études à l'Université Laval, elle se lance à titre personnel dans la littérature. Quelques années plus tard, elle complète une formation en écriture de scénario de fiction à L'Institut national de l'image et du son.
Le 2 septembre 2011, elle présente son premier livre, Cétacia, sur CFER TVA. Cétacia est remarquée par la critique littéraire pour son originalité et ses scènes poignantes.
Avec son roman Jacky Salaberry, elle s'inspire du genre steampunk, et plonge dans un univers rétrofuturiste.
Elle effectue un retour à l'écriture en 2024 avec la série Rôdeur mortel. Cette série de romans s'inspire du Light novel japonais et puise son inspiration dans le shônen. Un deuxième tome est sorti la même année.  

## Œuvres
- La dilogie Cétacia[3] en 2011.
- La série Jacky Salaberry[4] en 2014.
- La série Rôdeur mortel[5] en 2024.